# Gruffudd
Gruffudd ou Gruffydd sont des patronymes et prénoms masculins gallois, anglicisé en Griffith - liens/Griffiths. 

## Patronyme
- Dafydd ap Gruffudd (1238-1283), prince gallois, dernier roi de Gwynedd
- Ioan Gruffudd (né en 1973), acteur gallois
- Llywelyn ap Gruffydd (1223-1282), dernier roi du Pays de Galles indépendant
- Rhodri ap Gruffudd (en) (c. 1230-c. 1315), noble gallois

## Prénom
- Gruffudd ab Adda (en) (XIVe siècle), poète et musicien gallois
- Gruffydd ap Cynan (c. 1055-1137), roi de Gwynedd
- Gruffudd ab Owain Glyndŵr (c. 1385-c. 1412), leader de la révolte des Gallois
- Gruffudd ab yr Ynad Coch (en) (c. 1277-1282), poète de cour gallois
- Gruffudd ap Cynan ab Owain Gwynedd (en) (XIIe siècle), dirigeant gallois
- Gruffydd Fychan Ier (mort en 1289), prince de Powys Fadog
- Gruffudd Fychan II (en) (XIVe siècle), prince de Powys Fadog
- Gruffudd Gryg (en) (c. 1340-1380), poète gallois
- Gruffydd ap Gwenwynwyn (mort en 1286), seigneur de Powys
- Gruffudd Hiraethog (en) (mort en 1564), poète gallois
- Gruffudd Lewis (né en 1987), coureur cycliste britannique
- Gruffydd ap Llywelyn (1000-1063), monarque et unificateur du Pays de Galles
- Gruffydd ap Llywelyn Fawr (1200-1244), fils illégitime de Llywelyn le Grand
- Gruffudd Llwyd (en) (c. 1380-1410), poète gallois
- Gruffydd ap Madog Fychan (en) (XIVe siècle), prince héréditaire de Powys Fadog
- Gruffydd Maelor Ier ((mort en 1191), prince de Powys Fadog
- Gruffydd Maelor II (mort en 1269), roi de Powys Fadog
- Gruffudd ap Nicolas (en) (c. 1425-1456), noble gallois
- Gruffydd Robert (en) (1527-1598), prêtre catholique et humaniste gallois
- Gruffydd ap Rhydderch (mort en 1055), roi de Glywysing et de Deheubarth
- Gruffydd ap Rhys Ier (c. 1090-1137), prince de Deheubarth et de Cantref Mawr
- Gruffydd ap Rhys II (c. 1155-1201), prince de Cantref Mawr
- Gruffudd Rhys (né en 1970), chanteur gallois de Super Furry Animals
- Gruffudd Vychan (en) (c. 1395-1447), chevalier gallois